# ESG (entreprise)
Pour les articles homonymes, voir ESG.
ESG (pour Elektroniksystem GmbH devenue Elektroniksystem-und Logistik-GmbH) est une société éditrice de systèmes électroniques embarqués fondée en 1967 à Fürstenfeldbruck Munich. Les actionnaires et partenaires de la société sont EADS, Rohde & Schwarz, Thales et Litef (de).  
L'entreprise, basée à Fürstenfeldbruck dans la banlieue de Munich et fortement implantée en Allemagne, possède des filiales aux États-Unis et en France, ainsi qu'une succursale à Shanghai.
La société est spécialisée dans l'ingénierie et les systèmes embarqués et offre ses services dans les secteurs de l'aéronautique / aérospatiale, l'automobile, la logistique et le secteur militaire , ainsi que les biens de consommation et d'équipement electroniques.

## Histoire de l'entreprise
En 1967, AEG-Telefunken, Rohde & Schwarz, SEL (Standard Elektrik Lorenz) et Siemens, créent ESG pour Elektronik-System-Gesellschaft.  
En 1992, à la suite d'une fusion avec la FEG Flug-Elektronik-Gesellschaft, la société consolidée a été renommée ESG Elektroniksystem-und Logistik-GmbH.

## Sites
- Allemagne : Fürstenfeldbruck, Berlin, Bonn, Koblenz, Hambourg, Ingolstadt, Cologne, Munich (siège), Raunheim, Sindelfingen, Stuttgart, Wilhelmshaven, Wolfsburg
- France : Paris (Saint-Denis), Marseille
- États-Unis : Detroit
- Chine : Shanghai

## Filiales
Les filiales du groupe ESG sont :
- AC&S GmbH (100 %)
- ESG France SAS (100 %)
- ESG Automotive Inc. (100 %)
- ESG Consulting GmbH (100 %)
- ServiceXpert GmbH (100 %)
- LOG Logistik-Systembetreuungs GmbH (50 %)

## ESG France (2004-2015)
Le groupe ESG est présent en France depuis 2004 mais a créé qu'en 2008 une veritable filiale, ESG France SAS, dont le siège social est à Saint-Denis, en région parisienne avec un sitre dans la région marseillaise. 
À partir de 2015, ESG France rejoint le groupe Open Wide dans un partenariat stratégique majeur. Les deux groupes se connaissent bien car ils ont déjà collaboré depuis 2011 en France sur plusieurs projets et sont partenaires technologiques pour mettre au point des solutions de voiture connectée et en matière de développement de logiciels embarqués, de logiciels multimédia, de mobilité, d’objets connectés ou encore de services Cloud en environnement Open Source sur le marché allemand. 
Tandis qu'ESG devient actionnaire minoritaire du groupe Open Wide et de CM-CIC Capital Finance, Open Wide ouvrira une filiale Open Wide en Allemagne. 